# Альмеева
Альме́ева — деревня в Сосновском районе Челябинской области. Входит в состав Кременкульского сельского поселения.

## География
Деревня расположена на берегу реки Чубар-Айгыр. Расстояние до районного центра, села Долгодеревенского, 45 км.

## Население
| 2002 | 2010 |
| ---- | ---- |
| 202  | ↗220 |

По данным Всероссийской переписи, в 2010 году численность населения деревни составляла 220 человек (106 мужчин и 114 женщин).
| Год  | Жителей | Мужчин | Женщин | Дворов | Преобладающие национальности |
| ---- | ------- | ------ | ------ | ------ | ---------------------------- |
| 1795 | 90      | ?      | ?      | 16     | ?                            |
| 1811 | ?       | 61     | ?      | 23     | Башкиры                      |
| 1859 | 202     | 107    | 95     | 18     | Башкиры                      |
| 1866 | 337     | 118    | 219    | 48     | ?                            |
| 1900 | 247     | ?      | ?      | ?      | ?                            |
| 1916 | 299     | 176    | 123    | 66     | Башкиры                      |
| 1920 | 239     | ?      | ?      | ?      | ?                            |
| 1970 | 286     | ?      | ?      | ?      | ?                            |
| 1995 | 173     | ?      | ?      | ?      | ?                            |
| 2000 | 193     | ?      | ?      | ?      | ?                            |
| 2002 | 202     | ?      | ?      | ?      | Башкиры (98%)                |
| 2010 | 220     | 106    | 114    | ?      | Башкиры                      |
| 2015 | 251     | ?      | ?      | ?      | Башкиры                      |

## Улицы
Уличная сеть деревни состоит из 2 улиц.